# Ally Brooke
Allyson Brooke Hernandez, nota semplicemente come Ally Brooke (San Antonio, 7 luglio 1993), è una cantante statunitense.
È nota come membro del gruppo musicale Fifth Harmony e per la sua attuale carriera da solista.

## Biografia
È nata e cresciuta a San Antonio, Texas, da Jerry Hernandez e Patricia Castillo. Ha origini messicane e un fratello maggiore. Ha frequentato la Cornerstone Christian Elementary School a San Antonio e ha completato il percorso scolastico studiando a casa.

## Carriera

### 2012-2018:The X Factore Fifth Harmony
Ally Brooke partecipa come solista alle audizioni per la seconda stagione del talent show The X Factor USA ad Austin, Texas, esibendosi con la canzone On My Knees di Jaci Velasquez. Dopo essere stata eliminata come solista, ritorna a partecipare alla competizione con Lauren Jauregui, Dinah Jane, Camila Cabello e Normani per formare la band Fifth Harmony.
Il gruppo si qualifica al terzo posto, al termine della competizione. Nel gennaio 2013, la band firma un contratto con la Syco, presediuta da Simon Cowell, e con la Epic Records, etichetta di L.A. Reid. Il gruppo ha pubblicato:
- Better Together  (EP) (2013)
- Reflection (Album) (2015)
- 7/27 (Album) (2016).[5]
- Fifth Harmony (Album) (2017)

Il 19 marzo 2018 il gruppo annuncia una pausa a tempo indeterminato.

### 2017-presente: Lavoro da solista, cambio di etichetta, la biografia e altri progetti
Durante la sua permanenza nelle Fifth Harmony, Brooke collabora con il gruppo statunitense Lost Kings nel brano Look at Us Now insieme al rapper statunitense ASAP Ferg. La canzone viene pubblicata il 9 giugno 2017. Collabora successivamente con il DJ tedesco Topic per la canzone Perfect, che viene pubblicata il 26 gennaio 2018 insieme al videoclip.
Nel marzo 2018, l'artista si esibisce un medley di canzoni di film vincitori di Oscar come Beauty and the Beast e My Heart Will Go On durante la trasmissione di E! News nel pre-show sul red carpet della 90ª edizione degli Oscar.  Il 12 marzo 2018, Brooke firma con Maverick Entertainment come artista solista. Nello stesso periodo, la cantante appare in un episodio della seconda stagione di Famous in Love come se stessa.
Nell'aprile 2018, Brooke annuncia di essere al lavoro al suo album di debutto, con i produttori 1500 o Nothin'. Nell'agosto 2018 firma un contratto discografico con la Latium Entertainment e la Atlantic Records. Successivamente collabora con i Kris Kross Amsterdam e Messiah per il singolo Vámonos, pubblicato il 23 novembre 2018 ed eseguito al Fusion Festival di Liverpool e agli ALMA Awards 2018. Negli ultimi mesi del 2018 pubblica una cover di Last Christmas degli Wham! e un singolo per la campagna di Weight Watchers International intitolato The Truth Is In There.

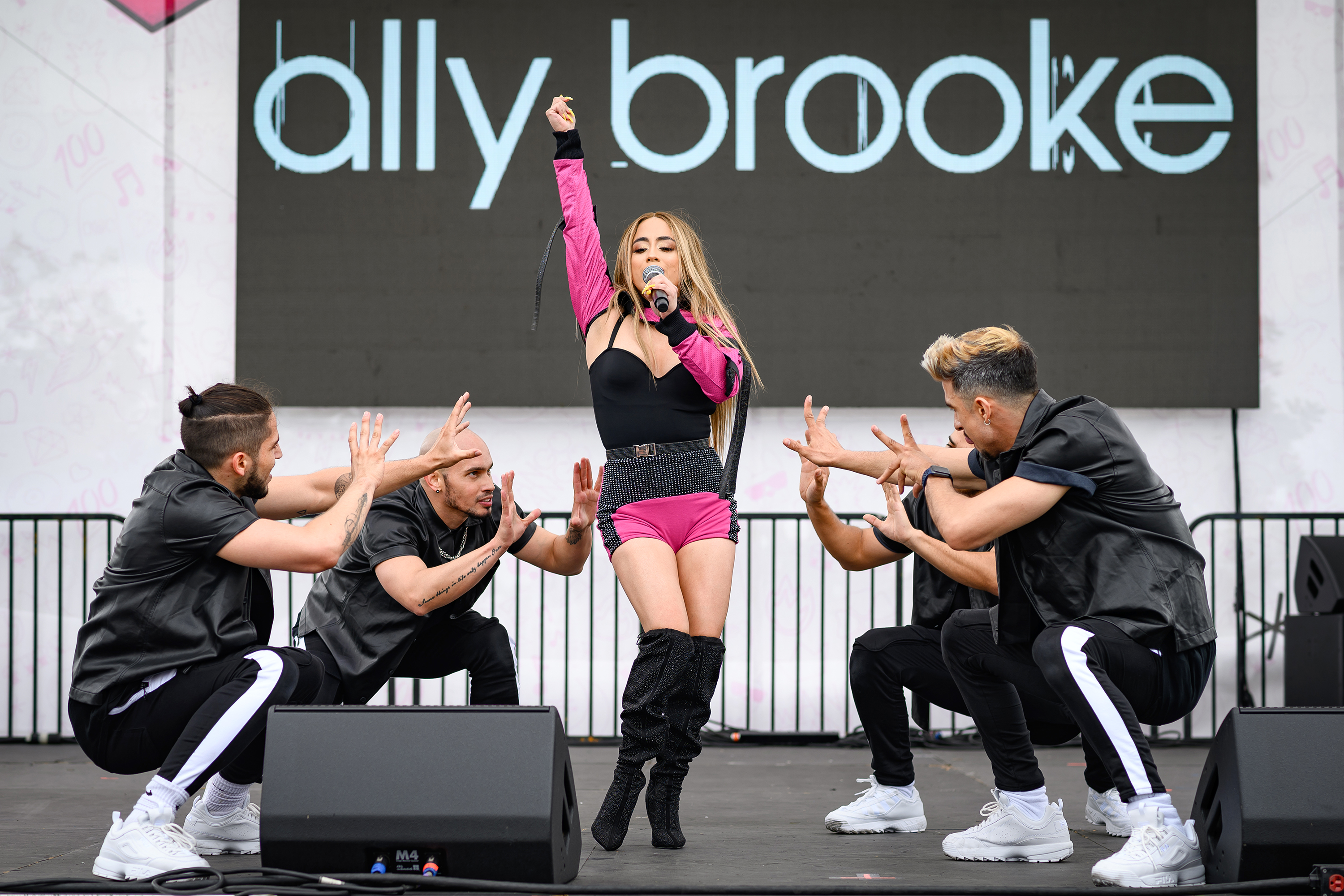
Ally Brooke durante un'esibizione al Wango Tango nel 2019.

Il 31 gennaio 2019 pubblica il suo singolo di debutto da solista in collaborazione con Tyga, intitolato Low Key. Il 24 maggio esce il singolo Lips Don't Lie, in collaborazione con A Boogie Wit Da Hoodie, mentre il 16 settembre pubblica il brano Higher, in collaborazione col DJ Matoma. Il 25 novembre, Ally pubblica il suo terzo singolo No Good. Il giorno successivo Ally, esegue il singolo a Good Morning America, insieme ad alcuni concorrenti di Dancing With The Stars: l'artista prende inoltre parte alla medesima trasmissione insieme al ballerino professionista Sasha, con cui si classifica terza. Nel corso dei mesi, Ally prende parte come ospite a diversi show come Miss Universe, dove si esibisce con alcuni dei suoi singoli.
A gennaio 2020 Brooke annuncia il suo primo tour da solista: il Time To Shine Tour, che sarebbe dovuto partire il 6 marzo da Chicago ma che v viene sospeso a causa della pandemia da COVID-19. Il 21 febbraio 2020 Ally collabora con il dj Afrojack nel singolo All Night, mentre il 28 febbraio pubblica un singolo promozionale intitolato Fabolous. Il 3 aprile viene pubblicata una canzone di Florian Picasso in collaborazione con Ally e Gashi intitolata Like You Do.
Il 17 luglio viene pubblica il singolo 500 veces, in collaborazione con Messiah. Il brano ottiene un riscontro commerciale positivo nel mercato latino
Nel settembre 2020 viene annunciato che Brooke reciterà nel suo primo film intitolato High Expectations. Il 13 ottobre 2020, Brooke pubblica la sua autobiografia Finding Your Harmony, in cui rivela vari retroscena della sua carriera e della sua vita privata. Il 16 ottobre 2020 pubblica il singolo What Are You Waiting For, in collaborazione con il DJ Afrojack, mentre nella settimana successiva collabora con Fedde Le Grand nel brano Gatekeeper. Il 30 ottobre 2020 pubblica l'inedito a tema natalizio Baby I'm Coming Home.
Ad agosto 2021, Ally annuncia, attraverso un'intervista, che il suo primo album da solista è interamente in spagnolo. Inoltre, annuncia di aver cambiato etichetta discografica e che adesso fa parte della AMSI Entertainment e della Duars Entertainment. Tra 2021 e 2022 pubblica ii singoli Mi musica, Por ti e Tequila come estratto dall'imminente album. Collabora inoltre col DJ Deorro nel singolo La cita.

## Influenze musicali
Le sue principali influenze comprendono Selena, Gloria Estefan e Jennifer Lopez.

## Attivismo
Insieme alle Fifth Harmony, Ally è stata coinvolta in varie organizzazioni benefiche come DoSomething.org e Ryan Seacrest Foundation. Ha anche partecipato ad attività dell'ASPCA. Brooke è la Celebrity Ambassador di March of Dimes, un'organizzazione senza scopo di lucro che lavora per prevenire la nascita prematura, i difetti alla nascita e la mortalità infantile. Il 23 dicembre 2016, ha organizzato nella sua città natale, San Antonio, un evento di beneficenza che raccoglie giocattoli o denaro per aiutare i bambini degli ospedali locali.

## Discografia

### Con le Fifth Harmony
- 2015 – Reflection
- 2016 – 7/27
- 2017 – Fifth Harmony

### Da solista

#### EP
- 2023 -  Under the tree

#### Come artista principale
- 2019 – Low Key (feat. Tyga)
- 2019 – Lips Don't Lie (feat. A Boogie wit da Hoodie)
- 2019 – Higher
- 2019 – No Good
- 2020 – All Night (con Afrojack)
- 2020 – Fabulous
- 2020 – 500 Veces (con Messiah)
- 2020 – Baby I'm Coming Home
- 2021 – Mi musica
- 2022 – Por ti
- 2022 – Tequila

#### Come artista ospite
- 2017 – Look at Us Now (con i Lost Kings e ASAP Ferg)
- 2018 – Perfect (con Topic)
- 2018 – Vámonos (con i Kris Kross Amsterdam e Messiah)
- 2020 – Like You Do (con Florian Picasso & GASHI)
- 2020 – What Are You Waiting For (con Afrojack)
- 2020 – Gatekeeper (con Fredde La Grand)
- 2020 - Dynamite (con Joe Stone)

#### Singoli promozionali
- 2018 – Last Christmas
- 2018 – The Truth Is In There

## Filmografia

### Televisione
- Faking It  – serie TV (2014)
- Barbie Life in the Dreamhouse – webserie (2015)
- Wild 'n Out – serie TV (2018)
- Famous in Love – serie TV (2018)
- All That – serie TV (2019)

### Cinema
- High Expectations – Film (2022)